# Sliwnik (gmina Wełes)
Sliwnik (mac. Сливник) – wieś w centralnej Macedonii Północnej, administracyjnie i terytorialnie należąca do gminy Wełes. W 2002 roku liczyła 444 mieszkańców.
Według danych ze spisu powszechnego przeprowadzonego w 2002 roku, Sliwnik zamieszkiwało 444 osoby deklarujące następującą narodowość: 
- Albańczycy – 443 (99,77%)
- Inni – 1 (0,23%)